# Jason Josephson-Storm
Jason Ananda Josephson Storm (nascido Josephson ) é um acadêmico, filósofo, cientista social e autor americano. Ele é atualmente professor e presidente do Departamento de Religião e Presidente de Estudos de Ciência e Tecnologia no Williams College. Ele também ocupa cargos afiliados em estudos asiáticos e literatura comparada no Williams College. A pesquisa de Storm concentra-se nas religiões japonesas, na história intelectual europeia de 1600 até o presente e na teoria dos estudos religiosos. Seu trabalho mais recente discutiu o desencantamento do mundo e a filosofia das ciências sociais.
Storm escreveu três livros e mais de uma dúzia de ensaios acadêmicos em inglês.  Ele também publicou artigos em francês e japonês e traduziu ensaios acadêmicos e fontes primárias do japonês para o inglês. Seu primeiro livro, A Invenção da Religião no Japão, ganhou o prêmio "Prêmio Livro Destacado" de 2013 da Society for the Scientific Study of Religion e foi finalista do prêmio "Best First Book" da Academia Americana de Religião na História da Religião. Religiões.   Benjamin G. Robinson, um estudioso de religião e raça, descreveu o trabalho de Storm como "seminal".

## Educação
Storm obteve o título de Mestre em Estudos Teológicos pela Harvard Divinity School em 2001. Ele obteve um PhD em Estudos Religiosos pela Universidade de Stanford em 2006, onde estudou religiões japonesas com Bernard Faure, Carl Bielefeldt e Helen Hardacre. Durante esse tempo, também pesquisou a filosofia continental, especialmente o pós-estruturalismo. Ele era um estudante visitante no St Antony's College, Oxford no ano acadêmico de 2004.  A dissertação de doutorado de Storm foi intitulada Domando Demônios: A Campanha Anti-Superstição e a Invenção da Religião no Japão (1853–1920).

## Pesquisa

### Religiões japonesas
Os estudos de Storm inicialmente se concentraram no Japão na Era Edo-Meiji (1600-1912), tratando-o como um nó central em uma série de redes transnacionais semi-sobrepostas. Baseando-se principalmente em fonte de arquivo escritas em japonês, chinês, francês, espanhol, português, alemão, e holandês, ele trabalhou na importação dos conceitos euro-americanos de "religião", "ciência" e "secularismo" para o Japão e traçou as mudanças radicais — intelectuais, legais e culturais — que se seguiram.
Grande parte dos primeiros escritos de Storm sobre religiões japonesas se baseou em sua pesquisa de doutorado. Este escrito examinou particularmente como as categorias de religião, superstição e ciência vieram a ser construídas no Japão da era Meiji. Por exemplo, o artigo "Quando o budismo se tornou uma 'religião'", um dos artigos mais citados de Storm de acordo com o Google Scholar, examinou a categorização de diferentes aspectos do budismo tradicional japonês como religião e superstição na obra de Inoue Enryō.
Em seu livro de 2012,  A Invenção da Religião no Japão, Storm expandiu esse argumento para examinar como os pensadores japoneses da era Meiji adotaram as categorias ocidentais de religião, superstição e ciência. Storm examinou as origens do Estado Xintoísta sob esta luz.:133O livro também examinou a confluência do pensamento religioso japonês, teoria política, ciência e filologia em movimentos como o Kokugaku. :110–111
Kevin Schilbrack associou A Invenção da Religião no Japão com a "Religião Crítica" ou o "estudo crítico da religião", uma abordagem nos estudos religiosos que desafia a estabilidade da religião como categoria analítica. Outros pensadores desse movimento incluem Talal Asad e Russell T. McCutcheon. Dentro deste campo, A Invenção da Religião no Japão baseia-se em insights da teoria pós-colonial e tem sido conectado ao Orientalismo de Edward Said e ao Orientalismo e Religião de Richard King.:82Ao mesmo tempo, Storm complica a tese de Said, observando em particular que os estudiosos japoneses adaptaram o conceito de religião para seus próprios fins e contribuíram para a erudição orientalista para posicionar o Japão como uma força cultural e intelectualmente dominante no leste da Ásia, inclusive sobre a Coréia durante a colonização do Japão. da região. :247
Em seu livro apresentando diferentes conceitos de religião, Benjamin Schewel afirmou que o trabalho de Storm em  A Invenção da Religião no Japão fez "grandes contribuições conceituais" para o que Schewel chama de "Construir Narrativa" da definição de religião.
Outras ideias desenvolvidas em  A Invenção da Religião no Japão foram aplicadas de forma mais ampla em estudos religiosos. Por exemplo, as ideias de inclusão hierárquica e similaridade exclusiva, que Storm cunhou para descrever os métodos japoneses de conceber a diferença religiosa, :24–39 têm sido aplicados em pesquisas sobre as religiões do sul da Ásia.

### Magia e desencanto
O livro de Storm de 2017, O Mito do Desencanto, desafiou a validade da tese do desencantamento nas ciências sociais. O livro argumenta que os dados sociocientíficos não apóiam a ideia de uma perda generalizada de crença na magia no Ocidente.:ch. 1O livro distingue entre secularização e desencantamento como fenômenos teóricos e sociológicos e argumenta que eles não foram correlacionados na história europeia. Segundo Storm, esses dados desafiam as definições tradicionais de modernidade. Storm argumenta que o desencanto passou a servir como um mito no sentido de um "ideal regulador" que impacta o comportamento humano e leva as pessoas a agirem como se o desencanto tivesse ocorrido, mesmo que não tenha ocorrido.
Além de sua crítica sociológica da realidade do desencantamento, O mito do desencantamento ofereceu novas interpretações histórico-intelectuais de teóricos sociológicos comumente associados ao desencantamento. O livro argumentava que muitos desses pensadores, incluindo Max Weber, James George Frazer e Sigmund Freud, se envolveram com o misticismo e o ocultismo.  Por esse motivo, argumenta Storm, os relatos de desencanto derivados do trabalho dessas figuras podem precisar ser revisados. Em O Mito do Desencanto e outros artigos acadêmicos, Storm também defendeu uma estreita conexão entre o esoterismo ocidental e a origem dos estudos religiosos como disciplina. :ch. 4
Na época da publicação de O Mito do Desencanto, Storm discutiu a tese e os principais argumentos do livro em artigos semipopulares para aeon.co e The Immanent Frame, bem como por meio de entrevistas para revistas e podcasts.

### Teoria
Storm tem uma paixão permanente por filosofia e teoria. Sendo assim, como aluno graduado, ele começou como filósofo com foco na filosofia da ciência antes de seu profundo envolvimento com as tradições filosóficas asiáticas, como o budismo, o confucionismo e o taoísmo, levá-lo a um departamento de religião onde eram tratados com mais simpatia. Na pós-graduação, ele foi treinado em filosofia do Leste Asiático e (pós) estruturalismo francófonos. Ele então passou vários anos marinando no trabalho de Hegel e da Escola de Frankfurt. Mas ele tem trabalho mais recentemente na filosofia da ciência social e retornado a um interesse anterior na filosofia analítica. Storm justapõe essas diversas linhagens filosóficas com insights extraídos da teoria pós-colonial, crítica de raça e gênero Nessa pesquisa, ele tem se concentrado em questões relevantes para epistemologias, ética das virtudes e filosofia da linguagem.  
Escreveu sobre questões mais amplas de epistemologia e teoria em estudos religiosos. Alguns de seus trabalhos neste campo buscam estender e generalizar conceitos desenvolvidos em A Invenção da Religião no Japão.
Com base nas ideias de seu livro de 2012, Storm desenvolveu uma abordagem trinarista para examinar a relação entre secularismo, superstição e religião que ele argumenta ser aplicável de maneira mais geral. Esse tríduo contrasta com as explicações sociocientíficas anteriores da secularização, que tendem a pressupor um binário entre religião e secularismo. De acordo com Storm, a formulação trinarista pode permitir uma teorização mais refinada do secularismo, secularização e modernidade. O Método & Teoria no Estudo de Religião de Brill dedicou uma edição para aprofundar a discussão e aplicação da ideia de Storm em outros subcampos de estudos religiosos.
Storm também foi um proponente do que chama de "Estudos Religiosos Reflexivos", inspirado na "sociologia reflexiva" de Pierre Bourdieu e Loïc Wacquant, que descreve a própria sociologia em termos sociológicos. Os Estudos Religiosos Reflexivos abordam o modo como "aquela ciência social acadêmica produz retroalimentação na cultura de modo a produzir maior coerência na esfera social que então estuda". Mais especificamente, os Estudos Religiosos Reflexivos "examinam aquelas sociedades nas quais a categoria "religião" e suas diferenciações emaranhadas (por exemplo, a distinção entre religião e secular) começaram a funcionar como conceitos" e descreve como o estudo acadêmico da religião “realmente reverbera no campo religioso, revitalizando e até mesmo produzindo religiões.”
Em um artigo de 2020 para Método & Teoria no Estudo de Religião , Storm aplicou a filosofia analítica da ciência para criticar as tentativas de modelar os métodos de estudos religiosos nas ciências naturais. Lá Storm também discutiu seus planos para desenvolver uma nova abordagem para as ciências sociais que ele chama de metamodernismo.

## Recepção
O Mito do Desencanto foi revisado favoravelmente em várias publicações acadêmicas, incluindo Magic, Ritual, and Witchcraft, Fides et Historia, e o Journal of the American Academy of Religion.
Escrevendo em History of Religions, Hugh Urban chamou O Mito do Desencanto de "um livro poderoso que nos obriga a repensar muitos de nossos pressupostos básicos na história moderna das ideias", embora ele argumentasse que Storm poderia ter examinado mais de perto a relação entre o encantamento moderno e capitalismo.
A Invenção da Religião no Japão foi finalista como melhor primeiro livro em História da Religião na Academia Americana de Religião e ganhou o prêmio de livro distinto do ano da Sociedade para o Estudo Científico da Religião. Também foi revisado favoravelmente em Numen, o Journal of Japanese Studies, Religious Studies Review, e o Journal for the Scientific Study of Religion, entre outras publicações acadêmicas.
Uma dissertação de doutorado de 2019 envolveu-se extensivamente com os argumentos em O mito do desencantamento, reconhecendo sua importância, mas buscando examinar mais profundamente a conexão entre encantamento e colonialismo europeu. Matthew Melvin-Koushki, um estudioso do Islã e do ocultismo islâmico, também citou O Mito do Desencanto para desafiar os relatos orientalizantes da magia no mundo islâmico. :238–239
A reunião anual AAR - SBL de 2017 em Boston incluiu um painel "Autor encontra críticos" dedicado ao mito do desencantamento.

### Livros
- Josephson, Jason Ānanda (2012). The Invention of Religion in Japan. Chicago: University of Chicago Press. ISBN 978-0226412344
- Josephson Storm, Jason (2017). The Myth of Disenchantment: Magic, Modernity, and the Birth of the Human Sciences. Chicago: University of Chicago Press. ISBN 978-0-226-40336-6
- Josephson Storm, Jason Ānanda (2021). Metamodernism: The Future of Theory. Chicago: University of Chicago Press. ISBN  978-0226602295

### Artigos selecionados de periódicos em inglês
- Josephson, Jason Ānanda (2006). «When Buddhism Became a "Religion": Religion and Superstition in the Writings of Inoue Enryō». Japanese Journal of Religious Studies. 33 (1): 143–168. JSTOR 30233795
- Josephson, Jason Ānanda (2013). «God's Shadow: Occluded Possibilities in the Genealogy of "Religion"». History of Religions. 52 (4): 309–339. doi:10.1086/669644
- Josephson, Jason Ānanda (primavera de 2015). «Specters of Reason: Kantian Things and the Fragile Terrors of Philosophy». J19: The Journal of Nineteenth-Century Americanists. 3 (1): 204–211. doi:10.1353/jnc.2015.0011
- Josephson Storm, Jason Ānanda (2 de janeiro de  2018). «The Superstition, Secularism, and Religion Trinary: Or Re-Theorizing Secularism». Method & Theory in the Study of Religion. 30 (1): 1–20. doi:10.1163/15700682-12341409
- Josephson Storm, Jason Ânanda (28 de julho de 2020). «Revolutionizing the Human Sciences: A Response to Wiebe». Method & Theory in the Study of Religion. 33: 82–88. doi:10.1163/15700682-12341498